# ناحیه سونورا، شهرستان هنکاک، ایلینوی
ناحیه سونورا (به انگلیسی: Sonora Township) یک منطقهٔ مسکونی در ایالات متحده آمریکا است که در شهرستان هنکاک، ایلینوی واقع شده‌است. ناحیه سونورا ۲۰۱ متر بالاتر از سطح دریا واقع شده‌است.